# George Adam Pfeiffer
George Adam Pfeiffer (Nova Iorque, 16 de julho de 1889 – 28 de dezembro de 1943) foi um matemático estadunidense.
Pfeiffer obteve um mestrado em engenharia em 1910 no Stevens Institute of Technology e um Ph.D. em matemática em 1914 na Universidade Columbia. Após a Primeira Guerra Mundial foi a partir de fevereiro de 1919 instrutor na Universidade Columbia, onde foi em 1924 professor assistente e em 1931 professor associado, cargo que manteve até sua morte por ataque cardíaco em 1943.
Foi palestrante convidado do Congresso Internacional de Matemáticos em Bolonha (1928) e Zurique (1932).

## Publicações selecionadas
- "On the conformal geometry of analytic arcs." American Journal of Mathematics 37, no. 4 (1915): 395–430. doi:10.2307/2370214
- "Note on the linear dependence of analytic functions." Bulletin of the American Mathematical Society 23, no. 3 (1916): 117–118.
- "A property of the level lines of a region with a rectifiable boundary." Bulletin of the American Mathematical Society 34, no. 5 (1928): 656–664.